# Rebilus maleny
Rebilus maleny là một loài nhện trong họ Trochanteriidae. Loài này phân bố ở Queensland.